# Сім наречених єфрейтора Збруєва
«Сім наречених єфрейтора Збруєва» (рос. «Семь невест ефрейтора Збруева») — російський радянський повнометражний кольоровий художній фільм, поставлений на кіностудії «Ленфільм» в 1970 році режисером Віталієм Мельниковим.

## Зміст
Костіну фотографію помістили на обкладинку одного журналу. Його почали закидати листами жінки, яким він приглянувся. Костя йде в запас, а сам вирушає до різних кандидаток. Він відібрав сім найбільш привабливих жінок, а тепер має намір вибрати гідну і відповідну. Його шлях приготував йому масу пригод і несподіванок.

## Ролі
- Семен Морозов — Костя Збруєв, демобілізований єфрейтор
- Наталія Четверикова — Надія (друга наречена, ткаля з гуртожитку)
- Маріанна Вертинська — Тетяна Дроздова (третя наречена, акторка)
- Олена Соловей — Римма (четверта наречена, медсестра)
- Наталія Варлей — Галина Листопад (п'ята наречена, комсомольська працівниця)
- Тетяна Федорова — Валентина Оленьова (шоста наречена, селянка)
- Ірина Куберська — провідниця
- Єлизавета Алексієва — іноземка
- Валентина Пугачова — продавчиня в поїзді
- Ольга Григор'єва — масовичка-витівниця в парку
- Любов Тищенко — подруга Надії
- Людмила Старіцина — Люся
- Василь Меркур'єв — Василь Васильович Лук'янов
- Леонід Куравльов — священнослужитель
- Олексій Кожевников — комендант аеропорту
- Анатолій Столбов — комендант гуртожитку Семен Семенович Євстигнієв
- Анатолій Абрамов — попутник в літаку
- Валерій Миронов — демобілізований сержант Орлов
- С. Ачітаєв — Хабібуллін, демобілізований солдат
- Михайло Васильєв — алкаш із запальничкою
- Серафим Стрєлков — іноземець
- Тріо «Ярославські хлопці»: Ю. Балашов, Ю. Єпіфанов, В. Комаров
- У титрах не вказані:
- Юрій Радкевич — чоловік Галини Листопад
- Євгенія Сабельникова — подруга Надії
- Олександр Сников — лейтенант у касі аеропорту
- Віктор Чайников — провідник

## Знімальна група
- Сценарій - Володимира Валуцький
- Постановка - Віталія Мельникова
- Головні оператори - Дмитро Долинін, Юрій Векслер
- Головна художниця — Белла Маневич
- Режисер - Лев Махтін
- Композитор - Георгій Портнов
- Звукооператорка - Ася Зверєва
- Монтажерка - Зінаїда Шейнеман
- Редактор - Олександр Безсмертний
- Костюми - Наталія Ландау
- Грим - О. Смирнової, А. Єршової
- Асистенти:
  - режисера - В. Журавель, Г. Іванова
  - оператора - А. Насиров, М. Спіцин
  - художника - М. Суздалов
- Художник-декоратор - Володимир Костін
- Ленінградський концертний оркестр
під управлінням - Анатолія Бадхен
- Директор картини - Ігор Лебідь

## Прокат
- СРСР (прем'єра 17 травня 1971 року) — 11 місце в списку лідерів радянського кінопрокату 1971 року (31,2 млн глядачів)
- Польща (прем'єра в 1971 році) — Siedem dziewcząt kaprala Zbrujewa
- Угорщина (прем'єра 29 червня 1972 року) — Az örvezetö hét menyasszonya